# تايلور براون
تايلور براون (6 يوليو 1991 في الولايات المتحدة - ) (بالإنجليزية: Taylor Braun)‏ هو لاعب كرة سلة أمريكي في مركز هجوم صغير الجسم. لعب مع أوكابي الست ‏.

## وصلات خارجية
- تايلور براون على موقع الدوري الأوروبي لكرة السلة (الإنجليزية)
- تايلور براون على موقع الدوري التايواني الممتاز لكرة السلة (الصينية)
- تايلور براون على موقع سبورتس رفرنس (الإنجليزية)
- تايلور براون على موقع كرة السلة الأوروبية.كوم (الإنجليزية)
- تايلور براون على موقع كلية كرة السلة في سبورتس رفرنس.كوم (الإنجليزية)
- تايلور براون على موقع ريلجم (الإنجليزية)
- تايلور براون على موقع بروبوليرز (الإنجليزية)
- تايلور براون على موقع سبورتس رفرنس (الإنجليزية)
- تايلور براون على موقع سبورتس رفرنس (الإنجليزية)